# Juan Vicente Morales
Juan Vicente Morales (Paysandú, 18 de abril de 1956 - Montevideo, 11 de septiembre de 2020) fue un futbolista uruguayo. Apodado «El Lagarto», jugaba en la posición de lateral izquierdo. Con Peñarol ganó cuatro campeonatos uruguayos, la Libertadores 1982 y la Copa Intercontinental. Con la sub-20 de Uruguay obtuvo el Sudamericano Sub-20 de 1975.

## Biografía
Se inició en los equipos Midland y Bella Vista de Paysandú. Debutó profesionalmente en 1974 en el Club Atlético Cerro y en 1977 pasó a Peñarol, donde permaneció hasta 1983. Con Peñarol ganó los campeonatos uruguayos de 1978, 1979, 1981 y 1982, la Copa Libertadores 1982 contra el Cobreloa (jugó desde el inicio las dos finales) y la Copa Intercontinental 1982 en Tokio contra el Aston Villa.
Con la selección sub-20 de Uruguay dirigida por Walter Brienza, fue campeón del Sudamericano Sub-20 de 1975 en Perú. Jugó los seis partidos del torneo y marcó un gol.
En 1975, antes de jugar en la sub-20, debutó en la selección mayor de Uruguay, con la que disputó quince partidos. Participó de la Copa América 1975, dirigido por Juan Alberto Schiaffino. En ese mismo año y en 1977 ganó la Copa Juan Pinto Durán. También disputó la Copa del Atlántico 1976 y las eliminatorias para la Copa Mundial de Fútbol de 1978.
En un partido por la Copa Libertadores 1983, disputado en Caracas ante el Atlético San Cristóbal, sufrió una lesión en la rodilla de la que no logró recuperarse bien. En 1984 pasó a Talleres de Córdoba y al año siguiente se retiró en Cerro.

## Clubes
| Club                | País      | Año       |
| ------------------- | --------- | --------- |
| Cerro               | Uruguay   | 1974-1976 |
| Peñarol             | Uruguay   | 1977-1983 |
| Talleres de Córdoba | Argentina | 1984      |
| Cerro               | Uruguay   | 1985      |

## Palmarés

### Campeonatos nacionales
| Título                  | Club    | País    | Año  |
| ----------------------- | ------- | ------- | ---- |
| Campeonato Uruguayo (1) | Peñarol | Uruguay | 1978 |
| Campeonato Uruguayo (2) | Peñarol | Uruguay | 1979 |
| Campeonato Uruguayo (3) | Peñarol | Uruguay | 1981 |
| Campeonato Uruguayo (4) | Peñarol | Uruguay | 1982 |

### Torneos internacionales
| Título                | Club    | País    | Año  |
| --------------------- | ------- | ------- | ---- |
| Copa Libertadores     | Peñarol | Uruguay | 1982 |
| Copa Intercontinental | Peñarol | Uruguay | 1982 |